# اللهب المزدوج (كتاب)
اللهب المزدوج هي مقالة للكاتب المكسيكي أوكتافيو باز . نُشرت هذه الرواية في عام 1993، بعد ثلاث سنوات من حصول مؤلفها على جائزة نوبل في الأدب .

## تحليل العنوان
العنوان "اللهب المزدوج" يحمل بعدًا رمزيًا شديد العمق. فاللهب يرمز إلى الاحتراق والرغبة والطهارة في آن واحد، أما ازدواجيته فتُحيل إلى الثنائية الدائمة في تجربة الحب الإنساني: الحب الجسدي مقابل الحب الروحي، والرغبة مقابل الألفة، والإيروس مقابل الإيثوس.
يرى أوكتافيو باث أن الحب الحقيقي لا يكتمل إلا حين يجتمع فيه الجسد والروح، لذلك فالـ"لهب المزدوج" ليس مجرد استعارة، بل هو توصيف لجوهر التجربة العاطفية، حيث يتآلف التناقض ولا يتصارع.

## الجوائز والتقدير العالمي
يُعد "اللهب المزدوج" تتويجًا فكريًا متأخرًا في مسار أوكتافيو باث، وقد صدر سنة 1993، بعد ثلاث سنوات فقط من فوزه بـجائزة نوبل في الأدب (1990)، والتي مُنحت له تقديرًا لكتاباته التي "تنكشف فيها الحسية الفكرية بنور شفاف، وتجمع بين التراث والفكر النقدي والخيال الشعري".
وقد نال هذا العمل صدى عالميًا واسعًا، واعتُبر من أكثر أعماله عمقًا من الناحية الفلسفية والأنثروبولوجية، حيث يضع الحب في سياق تطور الإنسان منذ العصور القديمة حتى الحداثة، ويربطه بالشعر والمقدّس والثورة.

## الحب والإيروس عبر التاريخ
يفتح أوكتافيو باث كتابه بتتبع تطور مفهوم الحب والشهوة (الإيروس) من الميثولوجيا القديمة إلى الفلسفة الإغريقية، ومن التصوف المسيحي والإسلامي إلى الرومانسيات الغربية الحديثة.
يرى باث أن الحب ليس فقط حاجة بيولوجية، بل هو ثقافة موروثة تتبدّل من عصر إلى آخر، وأن المجتمعات تحاول دائمًا ضبط الشهوة عبر الدين أو الأخلاق أو القانون.

## ثنائية الجسد والروح
في قلب الكتاب، يؤكد باث أن الحب الحقيقي يتحقق فقط حين تتحد اللذة الجسدية بـالحميمية الروحية، في توليفة نادرة هي "الاحتراق المزدوج"، ولهذا فإن العلاقات العابرة، أو الحب العقلاني البحت، تظل ناقصة.
ينتقد النماذج الحداثية التي تفصل بين الجنس والحب، ويعتبر أن هذه الفصامية تخلق فراغًا نفسيًا في التجربة العاطفية للإنسان المعاصر.

## الحب والشعر
الحب، بحسب باث، ليس فقط تجربة جسدية، بل فعل لغوي وشعري، والشعر هو الشكل الأعلى للتعبير عن الحب، لأنه يحاكي الذوبان في الآخر، والاختراق بين الذات والذات الأخرى.
يضع باث قصائد الغزل العربية، والسونيتات الغربية، وقصائد الحب الصينية واليابانية، كمثال على تجليات الإيروس الشعري.

## نقد الحب في الحداثة وما بعد الحداثة
ينتقد باث الانفلات الجنسي في المجتمعات الغربية الحديثة، حيث تم تسليع الجسد، وانفصل الجنس عن أي بعد أخلاقي أو وجداني، ما أدى إلى تفريغ العلاقة من بعدها الإنساني.

وفي المقابل، يرفض أيضًا النظرة التقليدية القامعة للشهوة، ويدعو إلى ما يسميه:
"إيروس مع عقلانية، وشهوة بنور، ومتعة بكلمة"

## الحب والمقدّس والحضور الإلهي في العاطفة
يستحضر باث نظريات الحب الصوفي، سواء في الإسلام (ابن عربي، رابعة العدوية) أو المسيحية (القديسة تريزا)، ليُظهر أن أعلى أشكال الحب هي تلك التي تلامس المطلق.
ويُقارن بين الحب كشهوة في المجتمعات القديمة، وكشرف في الأديان، وكحلم في الأدب، وكأزمة وجودية في الحداثة.

## الحب كمرآة للوجود الإنساني
في الخلاصة، يعتبر باث أن تجربة الحب – حين تكتمل – تكشف للإنسان معناه العميق وهشاشته معًا، وتسمح له بالخروج من عزلة الأنا نحو اندماج نادر مع الآخر، لذلك فهي ليست فقط تجربة شخصية، بل حدث وجودي.